# Albert Gregorius

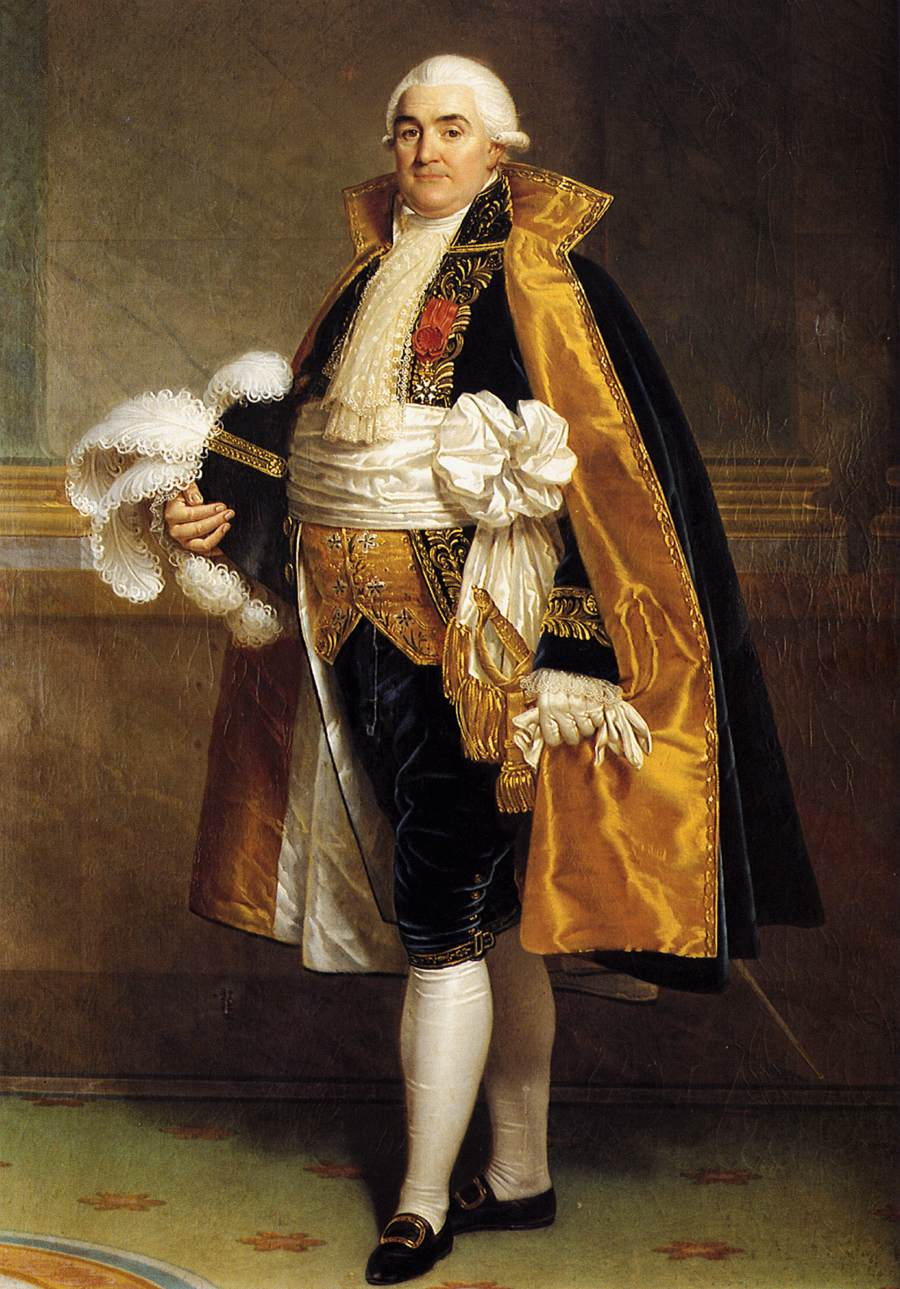
Porträt von Charles A. Chasset

Albert Gregorius (* 26. Oktober 1774 in Brügge; † 25. Februar 1853 ebenda) war ein belgischer Porträtmaler und Kunstpädagoge.
Albert Grégorius begann sein Studium der Malerei an der Academie voor Schone Kunsten Brugge bei
Franciscus Josephus Octave Van der Donckt (1757–1813). Er kam 1801 nach Paris, wurde Schüler von  Joseph-Benoît Suvée und ab 1802 von Jacques-Louis David. Er blieb in Paris bis 1835, wurde Mitglied des dortigen „De Club van de Belgen“. Zurück in Brügge wurde er zum Direktor der Akademie der Bildenden Künste ernannt. Zu seinen Schülern gehörte zwei Semester lang der Engländer Ford Madox Brown.
Unter den vielen neoklassizistischen Porträts, die er anfertigte, gehören die von Napoleon, Louis XVIII., Charles X. und Louis-Philippe.
Albert Gregorius wurde zum Offizier der Ehrenlegion ernannt.